# Пэджет, Август
Сэр Август Беркли Педжет (16 апреля 1823 — 11 июля 1896) — британский дипломат. С 1876 года был членом Тайного совета при королеве Виктории.

## Биография
Сын дипломата сэра Артура Педжета, племянник генерала сэра Эдварда Педжета и внук Генри Педжета (1744—1812). Начал дипломатическую карьеру с должности временного атташе в Мадриде. Затем работал в посольстве Великобритании в Париже. Потом были Греция и Египет, Гаага, Лиссабон, Берлин и, после не состоявшегося назначения в Норвегию и Швецию, Копенгаген. Будучи в последнем, Педжет принял активное участие в событиях международного кризиса, связанного с Австро-прусско-датской войной, а затем, в 1866 году, в другом, когда снова накалились отношения Австрии и Пруссии. Позже Педжет был посланником в Португалии, послом в Италии и, с 1884, в Вене. С поста посла Великобритании в Австро-Венгрии, ставшего вершиной его карьеры, он ушёл в отставку в 1893 году.
Сэр Август скончался 11 июля 1896 года и был похоронен на кладбище в Тардебигге, Вустершир, рядом с фамильным участком графов Плимута.

## Семья
В 1860 женой Педжета стала Вальпурга Гогенсаль, датская фрейлина и позже известная мемуаристка. У них было трое детей. Один из них, сэр Ральф Педжет (1864—1940), стал дипломатом и был послом в Бразилии.

## Награды
- Орден Бани